# Les Amants d'un jour
Les Amants d'un jour est une chanson d'Édith Piaf publiée dans un 45 tours en 1956 comme face B de Soudain une vallée. La musique a été composée par Marguerite Monnot et les paroles par Claude Delécluse et Michelle Senlis.

## Contenu et inspiration
Les Amants d'un jour est une chanson qui raconte l’histoire d’un couple d’amoureux qui vient se donner la mort dans une chambre d'un hôtel où travaille la narratrice.

## Interprétations
Plusieurs artistes français enregistrent la chanson ou l'interprètent sur scène : Catherine Ribeiro (Le blues de Piaf, 1977 ; L'amour aux nus, 1992),, Georgette Lemaire (Intime, 1997), Alain Bashung (Les hauts de Bashung, 2002), Juliette Gréco (Le temps d'une chanson, 2006), Jean-Jacques Debout (Les chansons des guinguettes, 2013), Chimène Badi (Chimène chante Piaf, 2023), ... 
Elle est également interprétée à capella par Aurore Clément dans le film Les rendez-vous d'Anna (1978) de Chantal Akerman. 
En 1969, Herbert Pagani traduit en italien la chanson sous le titre Albergo a ore. De nombreux autres chanteurs italiens interprètent leur propre version de la chanson, parmi lesquels Gino Paoli, Milva, Ornella Vanoni, Leopoldo Mastelloni, Dargen D'Amico, Patrizia Laquidara, Deborah Iurato...